# 로맹 사르두
로맹 사르두(프랑스어: Romain Sardou, 1974년 1월 6일 ~ )는 프랑스의 소설가이다.
1974년 불로뉴비양쿠르에서 4대에 걸쳐 프랑스 문화 예술계를 주도하는 걸출한 인물들을 배출해 온 사르두 가문의 장남으로 태어났다. 《사랑이라는 병》 등으로 유명한 프랑스의 국민 가수 미셸 사르두가 그의 아버지이며, 국내에도 잘 알려진 영화배우 알랭 들롱이 그의 대부(代父)이다.
10세 때 이미 바그너의 작품에 필적할 만한 오페라 대본을 쓰겠다는 야심 찬 꿈을 꾸었던 로맹 사르두는 제도권 교육 내에서는 작가가 되려는 자신의 꿈을 실현하기 어렵다고 판단하고, 고등학교 1학년 재학 중에 자퇴를 결심한다. 그 후 철저한 자기 계발과 자료 수집, 폭 넓은 독서를 통해 작가로서의 역량을 착실히 키워 나간 그는 미국으로 건너가 시나리오 작가로 활동한다.
이때 사르두는 디즈니의 애니메이션 작업에 참여하기도 하였는데 그러한 경험이 바탕이 되어 2005년 자신의 두 아이를 위한 동화 《크리스마스 1초 전》을 발표하기도 하였다.
본격적인 문학 작품을 쓰겠다고 결심하고 다시 프랑스로 돌아온 뒤 발표한 처녀작 『13번째 마을』은 단숨에 프랑스 내 30만 부 판매, 전 세계 10개국에 번역 소개되는 등 커다란 반향을 불러일으켰다.

## 작품 목록

### 소설
- 『13번째 마을』(2002)
열린책들(2006)｜이승재 옮김｜ISBN 89-329-0688-2
- 『신의 광채 L'eclat de Dieu』(2004)
십자군 전쟁 시대를 배경으로 중세와 미래를 오가는 주인공의 모험을 담은 독특한 형식의 추리 소설
- 『크리스마스 1초 전 Une seconde avant Noel』(2005)
빈민가 출신의 아이가 우여곡절 끝에 산타 할아버지가 된다고 하는 환상적인 이야기
- 『최후의 알리바이』
열린책들(2008)｜전미연 옮김｜ISBN 978-89-329-0842-7

## 같이 보기
- 성전기사단
- 제1성전
- 제1차 십자군
- 순례
- 시간여행물
- 빅토리아 시대
- 산업 혁명
- 굴뚝 청소부